# João de Nossa Senhora

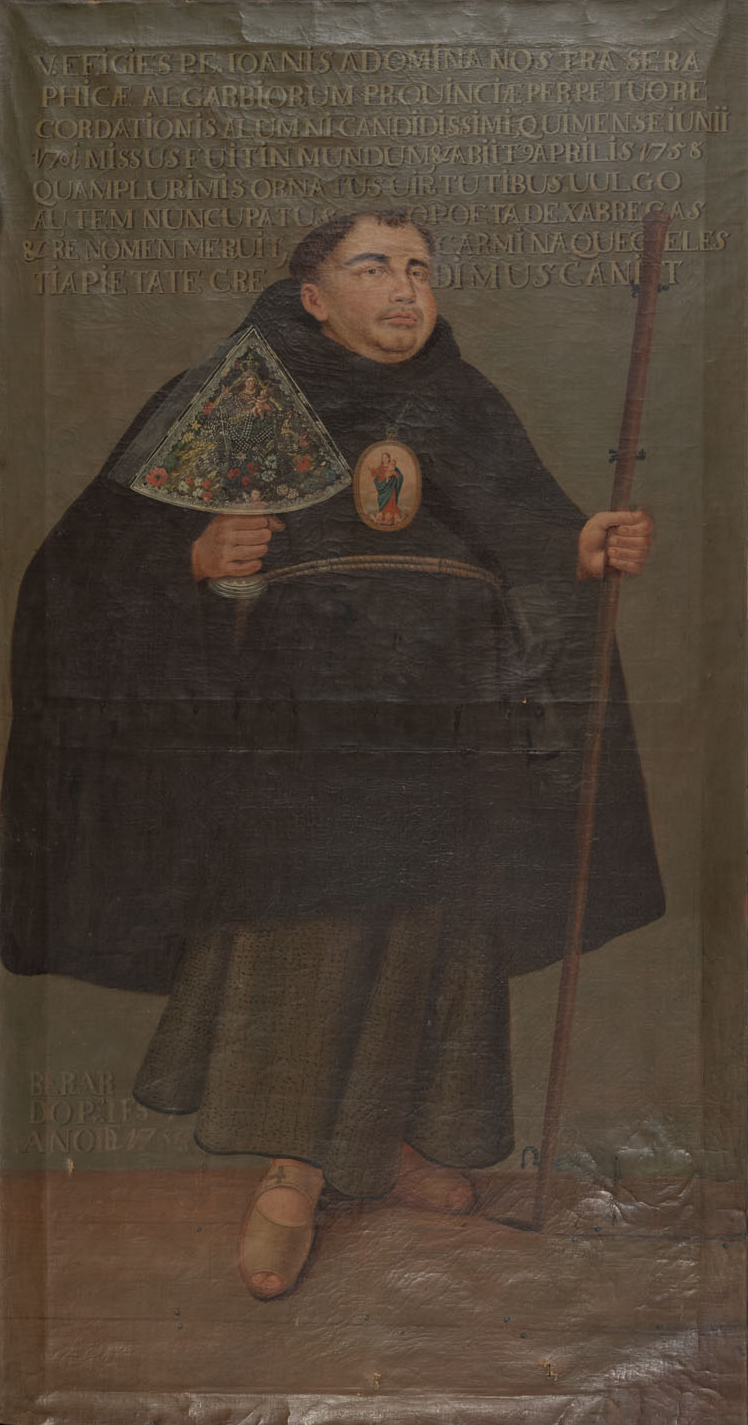
Retrato de Frei João de Nossa Senhora (1758), por Berardo Pereira Pegado (Biblioteca Nacional de Portugal)

Frei João de Nossa Senhora OFM (12 de Junho de 1701 – 9 de Abril de 1758), também conhecido como o Poeta de Xabregas, foi um frade Franciscano português, do Convento de São Francisco de Xabregas em Lisboa, que iniciou a devoção à Virgem Maria sob a invocação de "Nossa Senhora Mãe dos Homens". Para a divulgação deste culto mariano, angariou esmolas suficientes para que se pudesse instituir uma capela no convento com esta invocação: pediu ao escultor António Ferreira que moldasse em barro a imagem tal como ele imaginava ser a representação desta Virgem; este, já de avançada idade, sugeriu-lhe antes os serviços do escultor romanista José de Almeida, que a esculpiu em Outubro de 1742.
Nasceu no lugar de Freixial de Baixo (hoje desaparecido), em Aldeia Gavinha, Alenquer. Tomou o hábito no Convento de Vila Verde dos Francos em 1718, tendo sido guardião deste convento. Terá passado depois para o Convento de Peniche. Foi ainda cronista da sua Ordem, em 1737. Eleito conventual da província de Xabregas, aí faleceu em 1758. Pregador popular, Frei João de Nossa Senhora percorria as ruas "com a sua imagenzinha de Nossa Senhora e nelas pregava ao povo a devoção à Virgem como remédio contra todos os males".
A sua aptidão para a rima é também atestada; consta que, em 1755, terá profetizado o terramoto que nesse ano destruiu a cidade de Lisboa em versos improvisados, enquanto pregava na Igreja da Vitória contra as touradas no Rossio:
| “ | No Rossio se faz festa, Na Vitória pregação; Pouca gente assiste nesta, Mas naquela multidão. Três vezes divertimento, Bem se pudera escusar: Tanto rir, tanto folgar, Pode parar em tristeza. Na doutrina de Maria Tenha Lisboa certeza Que toda a sua alegria Há-de parar em tristeza. | ” |
|   | — Frei João de Nossa Senhora (1755). |   |